# Chironomus leucochlorus
Chironomus leucochlorus är en tvåvingeart som beskrevs av Jean-Jacques Kieffer 1923. Chironomus leucochlorus ingår i släktet Chironomus och familjen fjädermyggor. Inga underarter finns listade i Catalogue of Life.